# 马希尔普尔
马希尔普尔（Mahilpur），是印度旁遮普邦Hoshiarpur县的一个城镇。总人口10019（2001年）。

## 人口
该地2001年总人口10019人，其中男性5248人，女性4771人；0—6岁人口1044人，其中男556人，女488人；识字率76.58%，其中男性为80.28%，女性为72.52%。